# Emilio Bajada
Emilio Bajada (Tunisi, 12 gennaio 1914 – Modena, 14 maggio 1984) è stato un matematico italiano.

## Biografia
Studiò alla Scuola Normale Superiore di Pisa dove si laureò con il massimo dei voti e la lode nel giugno 1937 insieme a Leonida Tonelli con il quale collaborò come assistente dal 1938 al 1941, anno in cui partì per la guerra.
Nel 1945 cominciò a insegnare all'Università di Pisa, Analisi superiore, Teoria delle funzioni, Analisi matematica e Meccanica razionale. Nel 1948 ottenne la libera docenza in Analisi e grazie ad una borsa di studio Fulbright, nel 1949 si trasferì prima a Cincinnati (USA) (dove collaborò con scienziati come Otto Szász e Charles Napoleon Moore), e poi a Princeton, (dove collaborò con Marston Morse).
Nel 1952 ottenne la cattedra di Analisi dell'Università di Palermo dove insegnò fino al 1961, anno del trasferimento a Modena, dove rilanciò l'Istituto di Matematica e potenziò la sua biblioteca e il Seminario matematico.
Pubblicò più di 60 lavori su equazioni differenziali, serie di Fourier e sviluppo in serie di funzioni ortonormali, topologia delle varietà, Analisi reale, Calcolo delle variazioni e Teoria delle funzioni.

### Riconoscimenti
Vinse il premio Michel per la migliore tesi di laurea a Pisa oltre al premio Merlani nel 1940  per i "contributi relativi a questioni di calcolo delle variazioni".